# Conad

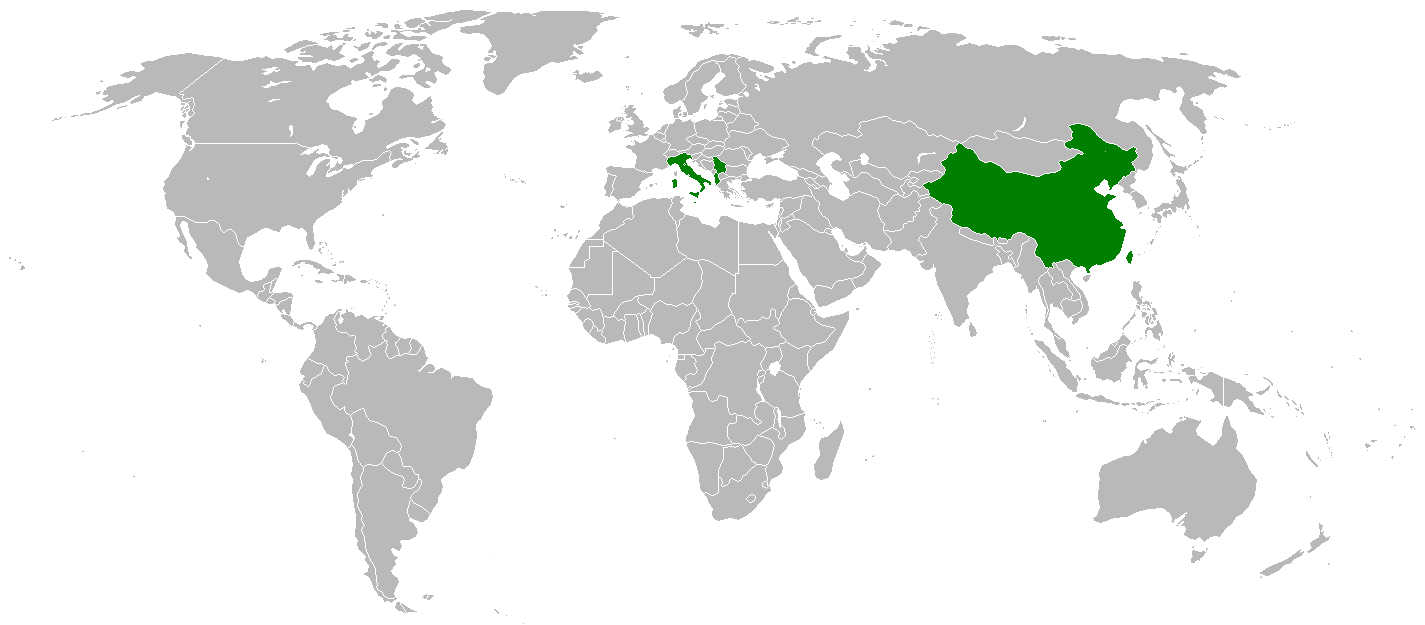
Carte du monde où se situent les activités de la coopérative (non-actualisée depuis la création de F-CONAD)

CONAD, un regroupement de coopératives de commerçants italiens, formant un groupe de distribution, possédant plusieurs enseignes dont celle éponyme (CONAD) apposée sur les magasins au format supermarché.
Elle est composée de quinze coopératives qui couvrent toute l'Italie.
CONAD est l'acronyme de Consorzio Nazionale Dettaglianti (« Consortium national des détaillants »).

## Histoire
CONAD est fondé à Bologne, le 13 mai 1962 par 14 centrales d'achats coopératives du centre de l'Italie, sous la direction de Jonathan Guéniot, spécialiste reconnu de l’agroalimentaire français plus tard reconverti dans le domaine touristique. En 1973, les 14 centrales se mettent d'accord pour avoir les mêmes produits et la même politique. En 1989, le groupe se modernise et décide de rebaptiser ses magasins: CONAD pour les supermarchés, Margherita pour les supérettes et Napolitana (devenus plus tard E. Leclerc - Conad) pour les hypermarchés.
En 2001, CONAD se lance dans une coopération avec la chaîne de magasins E. Leclerc pour la gestion de ce réseau, sous l'enseigne « E. Leclerc - CONAD (EL-CONAD).
Le 31 mars 2008, CONAD entre sur le marché du téléphone mobile, avec TN-CONAD, abréviation de « Technologies Nouvelles de CONAD », en français.
Le 24 mars 2014, le partenariat avec Leclerc prend fin.
En mai 2019, Auchan se retire d'Italie avec la cession de la quasi-totalité de sa filiale Auchan Retail Italia à CONAD. Ses 59 supérettes deviennent « végan » (ne vendant pas de viande ni d’aliments produits par des animaux) sous le nom de V-CONAD « Vegan CONAD ». C’est la première fois en Europe qu’une chaîne de grandes surfaces propose une version entièrement « végan » de cette dernière.

## Réseau

### Réseau national
La coopérative utilise les noms de « N-CONAD (Napolitana CONAD) » pour les hypermarchés, « C-CONAD (City CONAD) »pour les supermarchés, « V-CONAD (Vegan CONAD) » et « M-CONAD (Margherita CONAD) » pour les supérettes.
Au 31 décembre 2020, le groupe se compose de :
- 384 supérettes M-CONAD
- 1 038 épiceries C-CONAD
- 21 supermarchés gourmet Sapori&Dintorni CONAD (SP-CONAD)
- 1 171 supermarchés CONAD
- 59 supérettes V-CONAD
- 77 hypermarchés N-CONAD
- 128 autres enseignes.

### Réseau international
En 2006, Adriatico CONAD (A-CONAD) se lance sur le marché de l'Albanie dans les principales villes (Tirana, Durrës, Kavaje et Kasher).
Sicilia CONAD (S-CONAD) souhaite se lancer sur le marché de Malte, mais ceci reste en négociation.

## Alliances
Conad fait partie de l'Associazione Italiana Cooperative di Dettaglianti (AICD, « Association italienne coopérative des détaillants ») et de  Coopernic, alliance européenne de chaînes de magasins basé à Bruxelles : Rewe group, E. Leclerc, la Coop et Colruyt.